# The Play Don't Care Who Makes It
| Recensione | Giudizio |
| ---------- | -------- |
| Pitchfork  | 7,5/10   |
| HipHopDX   |          |

The Play Don't Care Who Makes It è il quarto extended play del rapper statunitense 2 Chainz, pubblicato l'8 febbraio 2018 per le etichette discografiche Gamebread e Def Jam Recordings. L'EP presenta le collaborazioni di YG ed Offset, mentre la produzione dell'EP è stata gestita da T-Minus, June James, Nonstop Da Hitman, Streetrunner ed altri.

## Antefatti
Il 6 febbraio 2018 2 Chainz pubblico un teaser tramite i propri social media.
Due giorni dopo rivelò invece il titolo dell'EP, insieme alla tracklist e la data d'uscita, pubblicato poi lo stesso giorno dell'annuncio.

## Tracce
Crediti adattati da Tidal.
1. OK Bitch – 3:11 (testo: Tauheed Epps, June James, Julian Mason, Ramiro Morales – musica: June James, The Hit Cartel)
2. Proud (feat. YG e Offset) – 3:54 (testo: Epps, Tyler Williams, Keenon Jackson, Kiari Cephus, Joshua Valle, Matthew Samuels, Nayvadius Wilburn, Michael Williams II, Justin Garner, Cameron Thomaz – musica: T-Minus, J. Valle)
3. Land of the Freaks – 3:41 (testo: Epps, Gary Fountaine – musica: Nonstop Da Hitman)
4. Lamborghini Truck (Atlanta Shit) – 5:24 (testo: Epps, Nicholas Warwar, Tarik Azzouz, Sitara Kanhai – musica: Streetrunner, Tarik Azzouz)

Note
- Lamborghini Truck (Atlanta Shit) presenta parti vocali aggiuntive di Sitara Kanhai.

Campionature
- Produ contiene un'interpolazione di "My Momma", eseguita da Future e Wiz Khalifa.[10]

## Formazione
Crediti adattati da Tidal.
Musicisti
- 2 Chainz – voce
- YG – voce aggiuntiva (traccia 2)
- Offset – voce aggiuntiva (traccia 2)

Produzione
- June James – produzione (traccia 1)
- The Hit Cartel – produzione (traccia 1)
- T-Minus – produzione (traccia 2)
- J. Valle – co-produzione (traccia 2)
- Nonstop – produzione (traccia 3)
- Cassius Jay – produzione aggiuntiva (traccia 3)
- Streetrunner – produzione (traccia 4)
- Tarik Azzouz – produzione (traccia 4)

Comparto tecnico
- Nolan Presley – registrazione
- Finis "KY" White – missaggio
- Glenn Schick - mastering

## Classifiche
| Classifica (2018)         | Posizione massima |
| ------------------------- | ----------------- |
| Stati Uniti               | 58                |
| Stati Uniti (R&B/Hip-Hop) | 27                |